# ФГИС «Зерно»
ФГИС «Зерно»  — автоматизированная система для обеспечения прослеживаемости поставок зерна и продуктов его переработки на территории России.
ФГИС создана в статье 17.1 закона о зерне, которая начала действовать с 1 июля 2021 года. 
С 21 февраля 2022 года произошёл тестовый запуск системы. С 1 июля 2022 года стартовал первый этап введения ФГИС «Зерно» в эксплуатацию.
С 1 марта 2023 года использование системы становится обязательным.
Система подразумевает ввод информации о каждой партии поставляемого зерна и/или произведённого и поставляемого продукта переработки зерна. 
Кроме того, в систему вводятся сведения о годе урожая, месте выращивания и других характеристиках каждой партии зерна.
Для интеграции внешнего программного обеспечения предусмотрен документированный API.
Перечень продуктов переработки, которые должны регистрироваться во ФГИС "Зерно", по состоянию на 1 марта 2023 включал 21 наименование продуктов. Среди них были зерновые продукты для завтрака, глютен, крахмал, мука и крупы, смеси для приготовления хлебобулочных и мучных кондитерских изделий,  и т.д..

## Оценки
По оценкам ряда[кто?] специалистов, внедрение ФГИС «Зерно» (наряду с ФГИС «Сатурн») стало катализатором цифровой трансформации в сельскохозяйственной отрасли России.